# Centre for Feminist Foreign Policy
Das Centre for Feminist Foreign Policy (CFFP) ist eine gemeinnützige Forschungs- und Beratungsorganisation zu Feministischer Außenpolitik.

## Entwicklung
Inspiriert von der ehemaligen schwedischen Außenministerin Margot Wallström, die erstmals 2014 den Begriff „feministische Außenpolitik“ einführte, gründeten Nina Bernarding, Marissa Conway, und Kristina Lunz das Centre for Feminist Foreign Policy 2016 in London und 2018 in Berlin.
2020 startete die Organisation gemeinsam mit dem Verein Women in International Security das Women Expert's Network Foreign & Security Policy (WoX), um mehr Rednerinnen bei Veranstaltungen rund um Außenpolitik zu Wort kommen zu lassen.

## Feministische Außenpolitik
Gemäß Centre for Feminist Foreign Policy stellt feministische Außenpolitik „die menschliche Sicherheit in den Mittelpunkt und will das internationale Machtgefüge so ändern, dass die Bedürfnisse aller Gruppen gesehen werden und Menschenrechte prioritär behandelt werden.“ Im Kontrast dazu sei der Ansatz traditioneller Außenpolitik der Auffassung, „dass die Welt in Anarchie lebt, weil es keine supranationale Regierung gibt.“ Demnach würden alle Staaten ihre eigene Macht vergrößern wollen, was nur durch die militärische Unterdrückung anderer Akteure funktioniere.

## Aktivitäten und Ziele
Das CFFP fördert den öffentlichen Diskurs über feministische Außenpolitik durch Veranstaltungen und Veröffentlichungen und berät Politiker und Ministerien, um eine gerechtere und friedlichere Außenpolitik zu erreichen, die insbesondere Minderheiten schützt. So war die Organisation beispielsweise am Aufbau des vom deutschen Auswärtigen Amt initiierten feministischen Netzwerks Unidas zwischen Lateinamerika, der Karibik und Deutschland beteiligt und richtete eine Veranstaltung zu feministischer Außenpolitik bei der Münchner Sicherheitskonferenz aus.

## Partner
Die Organisation wird unter anderem durch die Heinrich-Böll-Stiftung, die BMW Foundation Herbert Quandt, das Bundesministerium für auswärtige Angelegenheiten sowie die Open Society Foundations gefördert.

## Kontroversen
Im Jahr 2024 verließen mit Sanam Naraghi Anderlini und Kavita Nandini Ramdas zwei prominente Mitglieder aus Protest den Beirat des CFFP. „Wir haben unsere Entscheidung aus einer Reihe von Gründen getroffen“, so Ramdas. „Unter anderem, weil versucht wurde, uns hinsichtlich des Krieges in Gaza zum Schweigen zu bringen, und weil Mitglieder des Beirats schlecht behandelt wurden, was unserer Meinung nach im grundlegenden Widerspruch zu feministischen Werten steht.“ Mit zwei weiteren Mitgliedern beendete das CFFP anschließend die Zusammenarbeit. Kurze Zeit später wurde der Beirat ganz aufgelöst.
Die SPD-Bundestagsabgeordnete Isabel Cademartori kritisierte, das CFFP meine "mit Feminist Foreign Policy dann doch nur White Feminist Foreign Policy".